# Cabria
Cabria (in greco antico: Xαβρίας?, Chabrías, in latino Chabrias; Atene, 415 a.C. circa – Chio, 357 a.C.) è stato un militare ateniese.

## Biografia

### Guerra di Corinto
Cabria viene nominato per la prima volta nel 393 a.C., anno in cui succedette ad Ificrate come comandante delle truppe ateniesi a Corinto; questa data, riportata da Diodoro Siculo, risulta comunque inverosimile, visto che Ificrate era ancora al comando nel 392 a.C., quando sconfisse una mora spartana. nella Battaglia del Lecheo
Nel 388 a.C. Cabria, in viaggio per Cipro, dove doveva aiutare il re Evagora I contro i Persiani, sbarcò ad Egina, dove tese un'imboscata alla flotta spartana, distruggendola completamente e uccidendone il comandante, Gorgopa; in questo modo gli Ateniesi, per un po' di tempo, si liberarono dal fastidio costituito dalla guarnigione spartana di Egina.

### Guerra beotica
Nel 378 a.C. Cabria, assieme a Timoteo e Callistrato, fu nominato comandante delle truppe mandate in soccorso di Tebe, che era stata attaccata dal re di Sparta Agesilao. Cabria, nel corso della battaglia cogli Spartani, adottò per la prima volta la sua tattica più famosa: ordinò ai suoi uomini di attendere l'attacco dei nemici cogli scudi sulle ginocchia e le lance puntate in avanti, in modo da impedire agli Spartani di attaccare. In seguito ad Atene fu eretta una statua di Cabria, che vi era rappresentato proprio in questa postura.
L'anno seguente, il faraone Hakor lo invitò in Egitto a comandare i suoi mercenari contro i Persiani; gli Ateniesi, però, lo richiamarono in patria, viste le rimostranze del satrapo Farnabazo.
Nel 376 a.C. gli Spartani armarono una flotta di 60 triremi, comandata da Pollide, affidandogli la missione di tagliare ad Atene i rifornimenti di grano; Cabria, incaricato di bloccarlo, andò ad assediare Nasso colle sue più di 80 triremi e, quando gli Spartani vennero a contrastarlo, ottenne una vittoria decisiva (9 settembre), la prima vittoria navale dopo la fine della guerra del Peloponneso.
Secondo Diodoro, l'intera flotta spartana sarebbe stata facilmente distrutta, se Cabria, ricordandosi del processo delle Arginuse, non avesse dovuto pensare prima di tutto a recuperare i suoi naufraghi.
Dopodiché nel 373 a.C. Cabria fu nominato comandante del contingente di Corcira assieme ad Ificrate e Callistrato, rimanendovi fino al 368 a.C.

### Dal 368 al 361 a.C.
All'inizio del 368 Atene, ora alleata di Sparta contro Tebe, mandò Cabria a comandare le truppe destinate a respingere la seconda invasione del Peloponneso progettata da Epaminonda; Cabria resistette sull'istmo di Corinto e lo respinse.
Due anni dopo, nel 366 a.C., Cabria e Callistrato furono accusati di aver fatto perdere ad Atene il controllo della città di Oropo; potrebbe essere in quell'occasione che Cabria fu difeso da Platone, visto un aneddoto riferito da Diogene Laerzio, come potrebbe anche essere l'episodio riferito da Aristotele.
Secondo lo storico Teopompo Cabria fu sempre fin troppo contento di eseguire missioni all'estero, sia per il fatto che gli davano più possibilità di esaltare i suoi meriti, sia per la gelosia e i fastidi ai quali erano esposti gli Ateniesi più ricchi ed influenti.

### Spedizione in Egitto
Infatti nel 361 a.C. Cabria si allontanò da Atene di sua spontanea volontà, andando a comandare la flotta del re d'Egitto Teos, che combatteva contro la Persia; i mercenari del re, invece, erano comandati dal re di Sparta Agesilao, che però passò dalla parte dell'usurpatore Nectanebo, mentre Cabria rimase fedele a Teos.
Per quanto riguarda lo svolgimento della guerra, comunque, c'è una grande discrepanza tra i resoconti di Senofonte e Plutarco da una parte, e Diodoro Siculo dall'altra.

### Guerra sociale
Nel 358 a.C. Cabria fu mandato in Tracia come successore di Atenodoro; ma, vedendo che Cabria era arrivato con una sola unica nave, Caridemo colse l'occasione per rinnegare il trattato che aveva stretto con Atenodoro e ne concluse con Cabria uno nuovo, più sfavorevole agli interessi ateniesi.
Quando scoppiò la guerra sociale (357 a.C.), Carete fu nominato comandante dell'esercito ateniese e gli fu affiancato Cabria come ammiraglio della flotta; Cornelio Nepote, invece, sostiene che Cabria era nella flotta semplicemente come privato.

### Morte
Durante l'assedio di Chio, la prima operazione della guerra, Cabria entrò temerariamente per primo nel porto, e, quando la sua nave fu affondata, volle restare a combattere fino alla fine, rifiutando di salvarsi, e morì nello scontro.
Plutarco racconta che Cabria era lento a pensare e un po' temerario nell'agire, osservando che questi suoi difetti erano corretti dal suo giovane amico Focione.
Nonostante ciò, la sua morte fu una grande perdita per Atene.
Secondo Pausania il Periegeta la sua tomba si trova sulla via che porta da Atene all'Accademia, tra quella di Pericle e quella di Formione.